# Ivan Trevejo
Ivan Trevejo, född den 9 november 1971 i Havanna, Kuba, är en kubansk fäktare som bland annat tog OS-brons i herrarnas lagtävling i värja i samband med de olympiska fäktningstävlingarna 2000 i Sydney.